# Magisch realisme (literatuur)
Magisch realisme is een moderne literatuurstroming waarin realisme en natuurlijkheid samensmelten met het fantastische en bovennatuurlijke. Daar komt een magische werkelijkheid uit voort die het werkelijke en onwerkelijke als gelijkwaardig laat zien. Het magische is namelijk een onlosmakelijk deel van de beschreven werkelijkheid. Met de zo verkregen eenheid van realiteit, verbeelding en het bovennatuurlijke wordt gepeild naar het wezenlijke van het bestaan.
Als literatuurwetenschappelijk begrip is het gemunt door de Italiaanse schrijver Massimo Bontempelli, en is het vooral in de westerse wereld tot bloei gekomen in de tweede helft van de twintigste eeuw. Het is met name goed vertegenwoordigd in Zuid-Amerika, met schrijvers als Jorge Luis Borges, Gabriel García Márquez en Isabel Allende. Bekende auteurs die het genre verkend hebben zijn Salman Rushdie, Angela Carter, Patrick Süskind en in Vlaanderen Johan Daisne en Hubert Lampo. Tegenwoordig is het een van de belangrijkste stromingen in de internationale literatuur.

## Definiëring
Het gebruik van de term magisch realisme geeft blijk van enige onduidelijkheid. Dat komt mede doordat het begrip zelf een tegenstrijdigheid is. Sommigen zien het als onderdeel van het postmodernisme, anderen niet. Soms geldt het als de ‘literaire taal’ van de postkoloniale wereld, soms is het slechts een ‘merknaam voor exotisme’. Daarnaast wordt het begrip opgevat als een genre, een schrijfwijze of een werkelijkheidsopvatting. Gemakshalve wordt hierna gesproken van een genre.

### Het magische en realistische
De basis is realisme. Realistische literatuur beschrijft een eigentijdse, alledaagse werkelijkheid die voor de lezer herkenbaar is. Wat beschreven wordt, had echt kunnen zijn. Tevens kenmerkt realisme zich door een hang naar het concrete, materiële en waarschijnlijke. Magisch realisme wordt gezien als uitloper van dergelijk literair realisme.
Het magische aspect verwijst niet zozeer naar magie in de traditionele betekenis van het woord, en zeker niet naar goochelkunst. Magie verwijst in dit geval naar het bovenzinnelijke, niet-werkelijke en niet wetenschappelijk verklaarbare. Het kan gaan om fantastische personages, bovennatuurlijke wezens, bovenmenselijke krachten, verdwijningen, transformaties, wonderen, het doorbreken van de normale ruimte en tijd en het uitvagen van traditionele grenzen tussen bijvoorbeeld leven en dood, echt en denkbeeldig, zelf en ander. Dergelijke zaken zijn met het realisme in tegenspraak. Uit die oxymoron ontstaat het ‘magische realisme’.

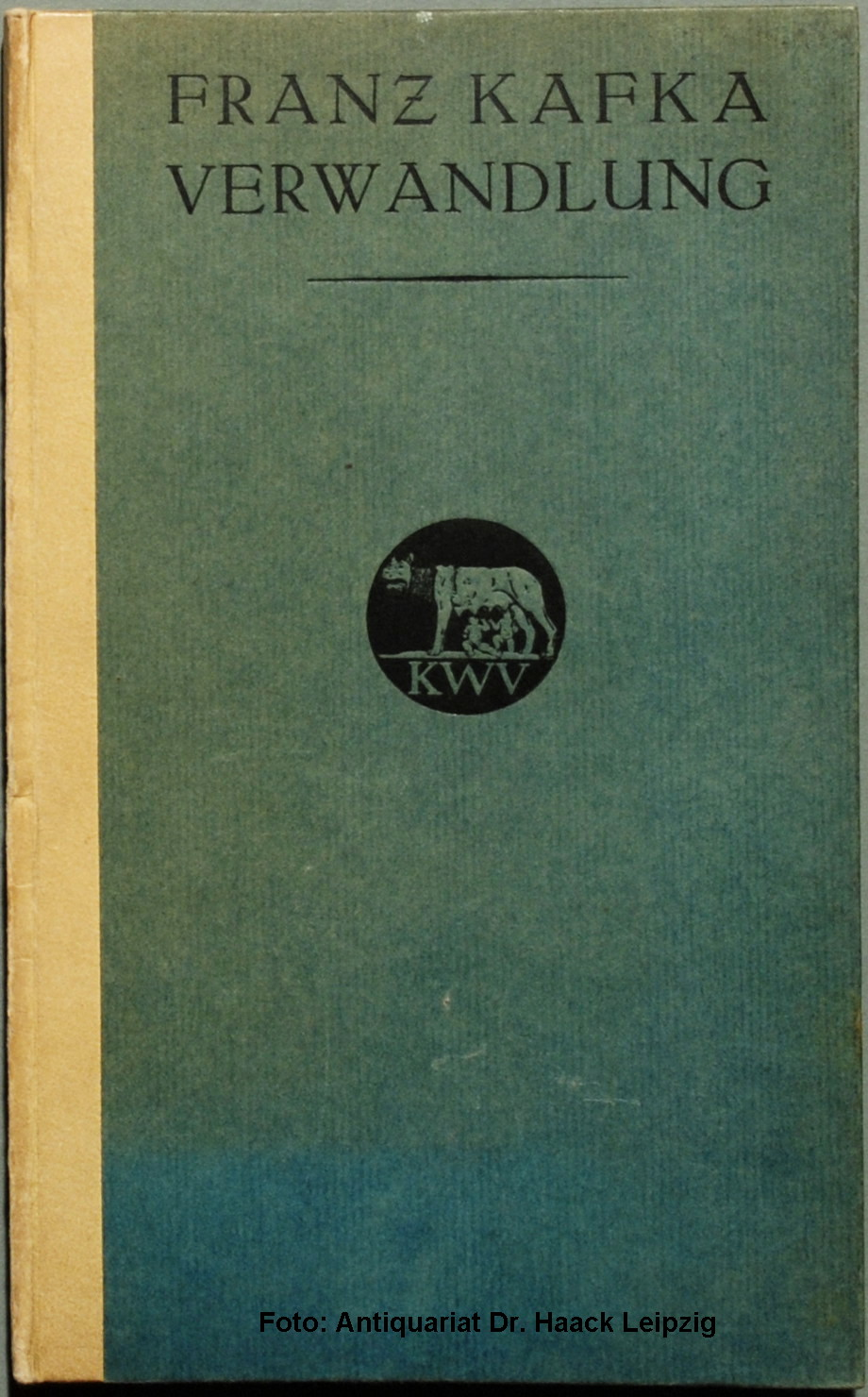
Franz Kafka, Die Verwandlung [De gedaanteverwisseling], Leipzig: Kurt Wolff, 1915.

Typerend voor het magisch realisme is dat de magische aspecten zonder pardon en zonder verdere verklaring worden opgenomen in de gepresenteerde werkelijkheid. Het natuurlijke en het bovennatuurlijke worden terloops met elkaar vervlochten. Men spreekt van ‘denaturalisatie van het werkelijke en de naturalisatie van het wonderlijke’. Er wordt wat dat betreft niet geoordeeld over de authenticiteit van het geboden wereldbeeld, ook al draait alles om een ‘fundamenteel wereldmysterie’. De werkelijkheid bevat daarmee een soort bovenzinnelijke dimensie, of bestaat anders gezegd naast een andere werkelijkheid (wat ook het geval is bij sprookjes). Dat totaalbeeld wordt in literair proza onderzocht, om zo bepaalde wezenlijke vragen te beantwoorden en een nieuw perspectief te verkrijgen die dominante, westerse paradigma’s ondergraaft. Steeds worden daarvoor grenzen verkend en overschreden, of die nu ontologisch, politiek, geografisch of generisch zijn. ‘De stijl [van het magisch realisme] werkt als verzet tegen vormen van rationaliteit en overheersing die verbonden zijn met de onttovering van de wereld.’ Zodoende brengt magisch realisme mogelijke werelden bij elkaar die anders niet bij elkaar kunnen komen. Het realisme ervan is dan ook verstorend. Het wisselt moeiteloos met het magische.

### Onderscheid met andere genres
Magisch realisme moet onderscheiden worden van andere vertelwijzen of genres waarin wonderbaarlijke en onwerkelijke zaken voorkomen. Om te beginnen is magisch realisme niet allegorisch. Een allegorie is een vertelling met minimaal twee betekenissen: die van de letterlijke tekst en een metaforische. De plot is daar vaak ondergeschikt aan, en de magische elementen staan in het teken ervan. Daarvan is de status dus anders. De alternatieve betekenis verstoort ook de werkelijkheid die de lezer als gegeven dient te nemen. De magische elementen zijn in het magisch-realistische proza geen symptomen van een allegorie, maar horen bij de realiteit. Zodoende zijn bijvoorbeeld Franz Kafka's De gedaanteverwisseling en Jonathan Swifts Gullivers reizen er geen voorbeelden van.

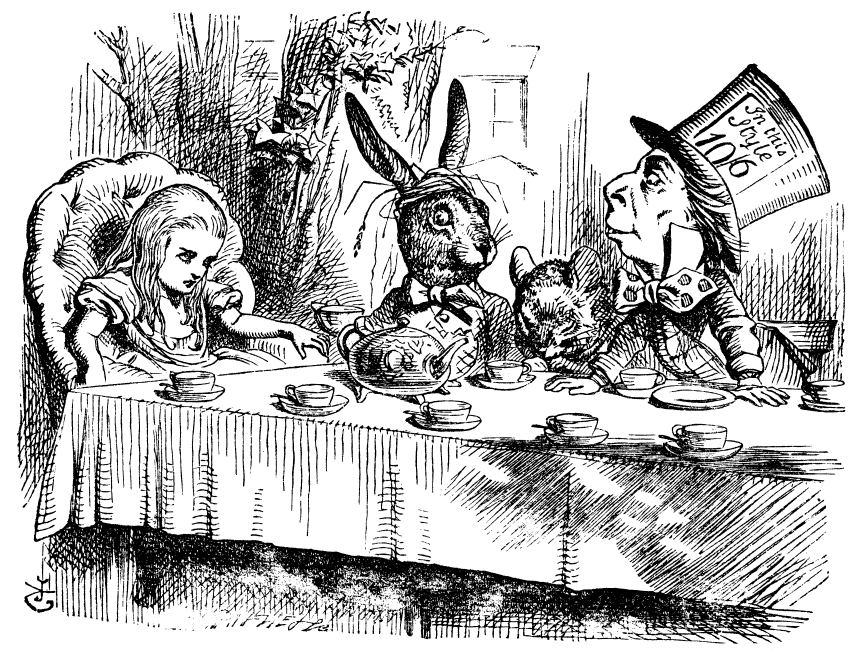
Illustratie bij Alice in Wonderland uit 1865.

Bij het magisch realisme vullen fantastische elementen de werkelijkheid op gelijkwaardige wijze aan en domineren ze die niet, zoals wel het geval is bij sciencefiction en fantasy. Aspecten daarvan kunnen wel overgenomen worden. Zo kent Murakami's Hard-boiled wonderland of het einde van de wereld een sciencefictioncomponent, en Andrus Kivirähks De man die de taal van de slangen sprak een fantasycomponent. Normaliter gaat het bij zulke genres echter om een compleet alternatieve werkelijkheid, dus daarbij is geen sprake van synthese tussen eigentijdse werkelijkheid en het onwerkelijke. Ook wordt niet aan de echtheid van dat onwerkelijke getwijfeld, zoals bij fantastische vertellingen wel gebeurt. Hoewel de gothic novel wel degelijk bovennatuurlijke elementen in de werkelijkheid implementeert, blijft er een onoverbrugbare discrepantie bestaan die leidt tot ongemak en spanning. Er is dus geen sprake van de vanzelfsprekendheid die het magisch realisme wel heeft. Daarom zijn bijvoorbeeld H.G. Wells' sciencefictionverhalen, Lewis Carrolls Alice in Wonderland en Mary Shelleys Frankenstein geen magisch realisme.
Postmodernistische literatuur wordt gekenmerkt door wantrouwen jegens werkelijkheid en zichzelf legitimerende denksystemen (ontologische en epistemologische scepsis). Ze wil net als het magisch realisme alternatieve perspectieven bieden ter ondermijning van dominante paradigma’s (zoals West-Europees rationalisme), maar ze doet dit tegen de achtergrond van een versplinterd wereldbeeld. Kenmerkend is een spel met werkelijkheid en de verwerping van realisme middels bijvoorbeeld metatekst, ironie, het letterlijk nemen van metaforen, fragmentarisme en vergaand eclecticisme. Zodoende ontstaat geen coherente tekst met een heldere, eenduidige structuur. Dit alles is echter niet het doel van magisch realisme. Zoals het naamdeel realisme aangeeft, wordt een voor authentiek genomen werkelijkheid beschreven. De vraag is dus niet wat waarheid is en of die bestaat. Alles is even waar. Peter Verhelsts Tongkat en Umberto Eco’s De naam van de roos zijn zodoende geen voorbeelden van magisch realisme.
In het bijzonder wordt het surrealisme soms verward met het magisch realisme. Bij laatstgenoemde is het echter niet zo dat alle ‘magische’ aspecten van dergelijke literatuur verklaard worden door dromen, geestesziekte of drogerende middelen, terwijl dat veel sterker gebeurt bij het surrealisme. Dat wil niet realistisch maar juist onrealistisch zijn, en poogt tevens nuttigheid te tarten, de logica te verlammen en bijvoorbeeld het onbewuste door middel van dromen het bewuste te laten overschaduwen. Dat is bij het magisch realisme niet zozeer aan de orde. Het surrealisme gaat tot slot tegen het realisme in, terwijl het magisch realisme juist realisme incorporeert. Daarom verklaart het de onwerkelijkheid niet middels dromen en dergelijke. Raymond Roussels Locus solus behoort tot het surrealisme, evenals sommige verhalen van Jorge Luis Borges.
Auteurs kunnen zich inlaten met meerdere genres en schrijftechnieken. Niet alleen oeuvres worden echter verschillend gekarakteriseerd. Ook romans staan open voor meerdere interpretatiewijzen. Zo is Het witte hotel van D.M. Thomas (1981) gelezen als een magisch-realistische roman, maar ook als een postmodernistische, omdat de hoofdpersoon nu eens het ene verhaal doet over haar psychische toestand, dan weer eens het andere, terwijl Sigmund Freud elke keer weer een passende duiding levert: de werkelijkheid is niet zeker, hoewel die wel zeker gemaakt wordt. De identiteit van de persoon is relatief en wordt gevormd door en in de taal.

## Karakteristieken
In haar boek over het magisch realisme gaat literatuurwetenschapster Wendy B. Faris als een van de weinigen uitvoerig in op de eigenschappen van magisch-realistische literatuur. Daarmee probeert ze een duidelijk kader te scheppen voor de behandeling van magisch-realistische literatuur. Letterkundige Christopher Warnes ziet hierin een goede, heldere poging, maar is wel van mening dat enkel de eerste twee karakteristieken cruciaal zijn voor het magisch realisme.

### Onverklaarbaarheid
In de eerste plaats spreekt Faris van een ‘irreducible element' (niet-reduceerbaar element'). Dat wil zeggen dat de magische aspecten niet weggeredeneerd kunnen worden op basis van de kennis die wij hebben. Ze kunnen niet verklaard worden door onze conceptie van de wereld en de bekende natuurwetten. In het verhaal wordt dit ook niet geprobeerd en wordt het niet uitgebreid becommentarieerd door de verteller en personages. De wonderbaarlijkheden dienen zich gewoon aan zonder meer en gebeuren ‘echt’. Een voorbeeld is Márquezs korte verhaal De stokoude heer met enorme vleugels (1968) over een oude, zwijgzame engel die op een dag aanspoelt en levenloos in het plaatselijke dorp verblijft. Men bekijkt hem als waren ze in de dierentuin en lacht hem uit, maar onderneemt niets. Op een dag krijgt de engel weer veren aan zijn vleugels, en na een poosje vliegt hij zomaar weg. Ondertussen ging het leven van alledag gewoon verder.
Dat betekent niet dat het magische geen symbolische functie kan hebben in het verhaal. Magische gebeurtenissen duiden op belangrijke zaken, dienen een satirische, politieke agenda en kunnen wijzen op wezenlijke vragen. Een voorbeeld is Het parfum (1985) van Patrick Süskind. De hoofdpersoon Grenouille heeft geen eigen lichaamsgeur, waardoor mensen hem instinctief vermijden en behandelen als een 'niet-persoon'. Tegelijkertijd heeft hij ook een uitzonderlijk goede neus waarmee hij alles kan ruiken. Die stelt hem in staat een wonderbaarlijk parfum samen te stellen op basis van de lichaamsgeuren van jonge, mooie maagden. Door die op hemzelf te gebruiken, is hij eindelijk in staat om erbij te horen en geliefd te zijn. Het parfum biedt ‘een macht sterker dan de macht van geld of de macht van de dood: de onoverwinnelijke macht om te heersen over de liefde van de mensheid’ (hfdst. 51). Dit alles leidt tot vragen over individualiteit, sociale relaties en ook de positie van onze rationaliteit daarin.
Van tijd tot tijd reikte hij naar zijn zak en klemde hij zijn hand om de kleine glazen fles met zijn parfum heen. De fles was nog steeds bijna vol. Hij had alleen maar een druppel gebruikt voor zijn optreden in Grasse. Er was nog genoeg over om de hele wereld te onderwerpen. Als hij wilde, kon hij in Parijs feestelijk ontvangen worden, niet door tienduizenden, maar door honderdduizenden; of naar Veraille lopen en de koning zijn voeten laten kussen; de paus een geparfumeerde brief schrijven en zich presenteren als de nieuwe messias; gezalfd worden in de Notre Dame als opperste keizer voor koningen en keizers, of zelfs als God op aarde, indien een God zichzelf gezalfd wilde hebben.

### Fenomenale wereld
Een tweede karakteristiek is oog voor de gewone wereld, de fenomenale wereld. Realistische beschrijvingen geven een herkenbare wereld die is zoals de onze. Een middel om dat te bereiken is het gebruik van zintuiglijke details, contextuele details en concreetheid. Zo meldt de verteller in Het parfum dat Grenouille op 17 juli 1738 geboren werd op de Cimetière des Innocents tussen Rue aux Fers en de Rue de la Ferronnerie in Parijs, de ergst stinkende plek in heel Europa. Een ander voorbeeld is Het witte hotel van D.M. Thomas, die begint met brieven aan de historische personen Ferenczi en Freud, terwijl Márquezs Honderd jaar eenzaamheid eigenlijk de geschiedenis van Zuid-Amerika behandelt op dorpsniveau.
In die fictieve maar overtuigende werkelijkheid is de magie stevig geworteld. Ze vormt geen subtekst, maar komt expliciet naar voren en maakt deel uit van dezelfde fictieve ruimte en geschiedenis. De magische elementen spelen soms ook in op de geschiedenis in een overdreven, duidelijke manier alsof personages die voelen. Denk aan Grenouille, geboren in de meest ranzige lucht van die tijd, die met zijn gebrek aan lichaamsgeur en het parfum het verstand van mensen ondermijnt in de verlichting, juist de tijd van de rede. In Midnight’s Children van Rushdie wordt het personage Saleem in stukken gereten omdat hij vereenzelvigd is met de krachten die India en Pakistan verscheuren.

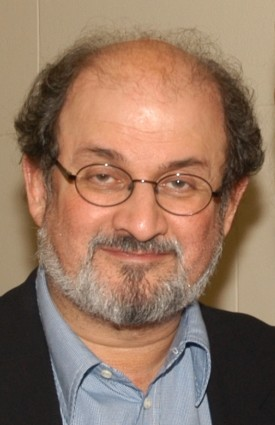
Salman Rushdie

### Twijfel
Soms leidt de magie tot twijfel bij de lezer, voordat ze echt aangemerkt kan worden als ‘irreducable’. Of en hoe vaak de lezer twijfelt, hangt af van zijn cultuur en de literaire traditie ervan. In eerste instantie is het niet duidelijk of het om iets mysterieus gaat, of om iets wonderlijks. Bij dat eerste wordt het mysterie verklaard volgens de natuurwetten die we kennen, maar bij dat laatste volgt de verklaring pas uit een wijziging van die wetten. De tekst kan ook (bewust) twijfel veroorzaken door niet altijd einduitspraken te geven over wat het magische doet. Zo is het niet duidelijk of het personage Beloved in de gelijknamige roman van Toni Morrison nu echt verdwijnt, of dat zij slechts een zinsbegoocheling was.

### Twee werelden
Het magisch realisme brengt twee verschillende werelden bij elkaar en laat die met elkaar interageren. Ontologisch gezien integreert de tekst het materiële en het magische. Generisch gezien integreert het realisme en het fantastische. Feiten en fictie worden dus niet van elkaar gescheiden (wat het deelt met postmodernisme). Wendy Faris gebruikt ter illustratie het beeld van de wereldas. De wereldas is een mythisch element dat in veel culturen voorkomt en de aarde met de hemel verbindt (zoals de Noorse wereldboom Yggdrasil). Magisch realisme heeft een soortgelijke werking. Mythische wezens, Hekelingen genaamd, maken bijvoorbeeld deel uit van de werkelijkheid in Murakami's Hard-boiled wonderland of het einde van de wereld. Een goed voorbeeld waarbij twee werelden met elkaar in contact gebracht worden, is de vervaging van de grens tussen leven en dood. De doden leven nog in diverse verhalen, zoals Isabel Allende’s Het huis met de geesten (1982). Een van de vroegste personages in Honderd jaar eenzaamheid is de zigeuner Melquíades. Hij zou gestorven zijn aan de koorts in Singapore, maar op een dag keert hij terug in het dorp Macondo: 

Hij was inderdaad dood geweest, maar was teruggekeerd omdat hij de eenzaamheid niet kon verdragen. Verstoten door zijn stam [zigeuners], van alle bovennatuurlijke vermogens beroofd als straf voor zijn trouw aan het leven, had hij besloten een toevlucht te zoeken in dat hoekje van de wereld dat door de dood nog niet ontdekt was.

### Verstoring
Door het samenbrengen van twee tegengestelde werelden volgt een verstoring van opvattingen over tijd, ruimte en identiteit. In Het parfum ruikt Grenouille mensen van mijlenver. In Honderd jaar eenzaamheid wordt een kamer genoemd waar het altijd maandag is. Borges beschrijft in zijn Aleph een punt, de 'aleph', vanwaar alle andere mogelijke punten gezien kunnen worden. Vaak zijn er bepaalde locaties die afgezonderd worden van de omringende wereld, en waar die wereld niet goed in door lijkt te dringen. Dat geldt bijvoorbeeld Consuelo’s huis in Carlos Fuentes' Aura, het huis in Allendes Het huis met de geesten en voor het hele dorp Macondo uit Honderd jaar eenzaamheid, waar de dood aanvankelijk nog niet bestaat en waar mensen in rust en vrede leven. Ook Borges’ aleph is afgezonderd. Voor Grenouille zijn de parfumeurswerkplaatsen waardevolle, afgezonderde locaties waar hij zich kan ontwikkelen. De betreffende locaties kunnen dan ook een bijzondere, rituele en haast heilige waarde hebben. Wat identiteit betreft is reeds aangegeven dat Grenouille een niet-persoon is en op zoek is naar identiteit. Het concept van subject wordt in Het witte hotel ter discussie gesteld. Transformaties spelen tot slot eveneens met het identiteitsprincipe, zoals de gedaantewisseling van Saladin Chamcha in een duivel in Rushdie’s De duivelsverzen.

## Oorsprong en bronnen
Het magisch realisme kent inmiddels een lange en ook ingewikkelde geschiedenis. Het is verbonden met de beeldende kunst, met het modernisme en tevens met de behoefte van Zuid-Amerikaanse schrijvers om een eigen identiteit te ontwikkelen.

### Postexpressionisme

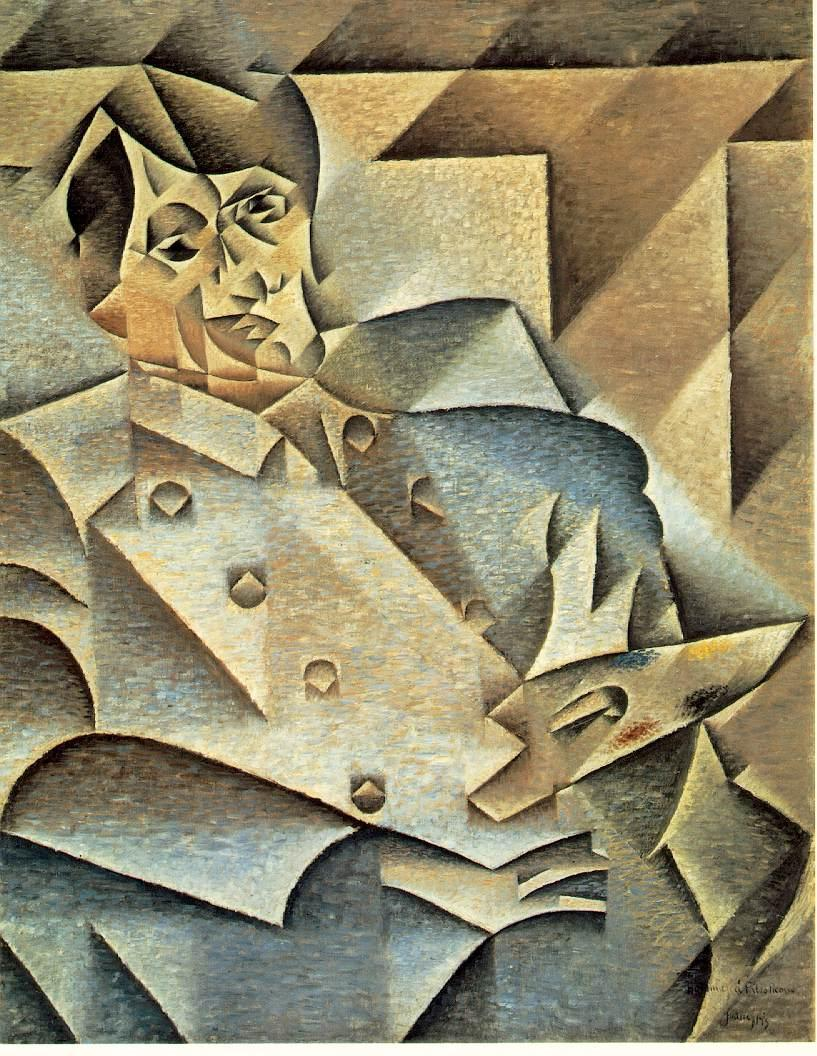
Portret van Pablo Picasso door Juan Gris uit1912.

De geschiedenis van het magisch realisme is complex en gaat terug tot het derde decennium van de twintigste eeuw. Belangrijk in die geschiedenis is de postexpressionitische schilderkunst uit het Duitsland van de jaren twintig, waarop eerdere schilders als Pablo Picasso (1881-1973) en Fernand Léger (1881-1955) van invloed waren. Men onderscheidde na de emotionaliteit en het kleurengebruik van het expressionisme en de verschrikkingen van de Eerste Wereldoorlog een nieuwe schilderstijl. Die belichtte de werkelijkheid niet meer op idealistische of heftige wijze. De werkelijkheid zelf stond nu centraal en werd onder de loep genomen door die ‘klinisch te ontleden’, objecten te isoleren en koel te benadrukken. Verstrakking van vormen, vervlakking van kleuren en weglating van het overtollige zijn kenmerkend voor de schilderstijl.
Die beweging kreeg tegelijkertijd twee benamingen. De eerste was de neue Sachlichkeit oftewel ‘nieuwe zakelijkheid’ (Eng. new objectivity), bedacht door Gustav Hartlaub, museumdirecteur van de Kunsthalle Mannheim. De zakelijkheid verwijst naar de sobere, isolerende en zeker niet idealiserende benadering van de werkelijkheid. De kunstcriticus en –historicus Franz Roh (1890-1965) bedacht echter de aanduiding ‘magisch realisme’. Hij deed dat in zijn Nach-Expressionismus, Magischer Realismus: Probleme der neusten europäischen Malerei uit 1925. Voor Roh was er sprake van ‘magisch realisme’, omdat over de gepresenteerde werkelijkheid een mysterieuze zweem ligt. De manier van weergeven leidt tot een soort vervreemding. Met andere woorden werd de werkelijkheid wel afgebeeld (het realisme), maar op een verwonderende manier (het magische). Nooit zou Roh echter een duidelijke, beknopte definitie van de benaming geven. Het begrip nieuwe zakelijkheid zou dominant worden in de schilderkunst, maar magisch realisme zou overwegend bekend worden in de literatuur. Na de Tweede Wereldoorlog volgde een stroom publicaties daarover, en in 1952 was magisch realisme een gangbare term onder Duitse literatuurcritici geworden.

### Modernisme
Het magisch realisme is daarnaast verbonden met Europese modernistische vertelwijzen uit de vroege twintigste eeuw. Auteurs als Marcel Proust, James Joyce, Virginia Woolf, William Faulkner en Franz Kafka (bijv. De metamorfose) waren in die periode met hun werk van invloed op de ontwikkeling van het begrip magisch realisme. In de eerste helft van de twintigste eeuw verwezen Duitse critici met magisch realisme soms zelfs direct naar onder meer Kafka, Thomas Mann, Günter Grass en Robert Musil, wier werk thans niet tot het genre gerekend wordt. Het verband bestaat erin dat het modernisme voor een breuk met de (literaire) traditie, streefde naar een ondermijning van objectieve werkelijkheid, soberheid, en een benadrukking van de subjectieve werkelijkheidservaring, met vaak een zekere vervreemding. De invloedrijke Duitse schrijver W.E. Süskind sprak in 1927 van ‘een andere manier van kijken, een veranderde schaal van wat belangrijk is met betrekking tot de indrukken. Nieuw is deze zakelijkheid in zoverre dat ze meer dienend is, meer onpersoonlijk dan al het eerdere realisme. Het is een “monstrueuze” zakelijkheid, een die obscuur [unheimlich] is, terwijl de objecten in werkelijkheid voor zichzelf spreken terwijl de kunstenaar enkel zijn hand, zijn penseel, zijn pen, zijn reflecterende geheugen en geweten geeft’.
Als literaire genreaanduiding werd het magisch realisme als eerste gebruikt door de Italiaanse auteur Massimo Bontempelli (1878-1960) in de jaren twintig en dertig. Hij vond dat het magisch realisme (realismo magico) de mysterieuze, fantastische kant van de werkelijkheid liet zien. Hierin was hij beïnvloed door Roh. De schrijver richtte het Frans-Italiaanse tijdschrift 900 (Novecento) op, waarin hij magisch-realistisch proza publiceerde. Het blad werd gedistribueerd in zowel Italië als Frankrijk. Allengs werd zo het begrip magisch realisme en de bijgaande schrijfstijl verbreid in Europa. Bontempelli staat bekend als de eerste creatieve, magisch-realistische schrijver, en was van invloed op onder anderen de Vlaamse auteurs als Hubert Lampo en Johan Daisne, die sprak van ‘fantastisch realistisch’ (De trap van steen en wolken).

### Zuid-Amerika
Als derde is het magisch realisme ten slotte verbonden met Latijns-Amerikaanse en Engelstalige literatuur van de tweede helft van de twintigste eeuw. Vooral eerstgenoemde is belangrijk. Literatuurcriticus Angel Flores en schrijvers als Miguel Angel Asturias, Jorge Luis Borges en Gabriel García Márquez droegen allemaal bij aan het ontstaan van de schrijfwijzen die men is gaan aanduiden als magisch realistisch. Overigens noemden zowel Borges als Márquez de modernisten Kafka en Joyce als inspiratiebronnen.
Delen van Rohs werk over magisch realisme werden al in 1927 vertaald in het Spaans en gepubliceerd door Fernando Vela in de Revista de Occidente. De tekst genoot een grote verspreiding in Zuid-Amerika en Buenos Aires in het bijzonder. Daarnaast publiceerden Asturias en Borges voor het eerst vertalingen van modernistische literatuur. Concreet is het genre in Zuid-Amerika geïntroduceerd door de respectievelijk Cubaanse en Venezolaanse schrijvers Alejo Carpentier en Arturo Uslar-Pietri in de jaren twintig en dertig. In die periode verbleven zij in Parijs, waar ze in aanraking kwamen met nieuwe kunststromingen, waaronder het surrealisme. Carpentier bedacht het begrip realismo maravilloso (‘wonderlijk realisme’) voor een literatuur waarin de niet-fysieke eigenschappen van de werkelijkheid uitgedrukt werden. Wat Carpentiers betreft was de werkelijkheid in de ogen van Zuid-Amerikanen echter anders dan die van Europeanen, dankzij de koloniale geschiedenis en raciale en culturele vermengingen die typerend voor Latijns-Amerika zijn. Het genre was voor hem dus beperkt tot dat werelddeel. Uslar-Pietri was bekend met zowel Roh als Bontempelli, en was beïnvloed door het modernisme. Voor hem was het magisch realisme daar een verlengstuk van. Hij definieerde het als ‘een poëtische waarzeggerij of een poëtische negatie van de realiteit’. Het genre draaide niet zoals bij Carpentier om het construeren van een typisch Zuid-Amerikaanse werkelijkheid. Magisch realisme werd later op nog weer andere wijzen toegepast. Wat Jorge Luis Borges in de jaren veertig nog fantástico had genoemd, dat noemde Angel Flores in 1955 ook magisch realisme, terwijl Carpentiers genreaanduiding meer en meer verward werd met die van Uslar-Pietri.
Met name Carpentiers invloed zou ver rijken, en was onder anderen een inspiratiebron voor Márquez, die het magisch realisme zou gaan belichamen. De reden voor het succes van het magisch realisme in Zuid-Amerika is enerzijds verklaard vanwege de grote migratiegolf vanuit Europa ten gevolge van de val van de Spaanse Republiek en de Tweede Wereldoorlog. Die Europeanen brachten immers hun eigen culturele bagage mee, en hebben mogelijk bijgedragen aan de verbreiding van het genre met bijbehorende benaming. Anderzijds bereiken Zuid-Amerikaanse landen in diezelfde periode hun wasdom, en gaat men op zoek naar een eigen identiteit. Men wil een eigen, uniek bewustzijn uitdrukken, en vindt daartoe de mogelijkheid in het magisch realisme.
Zodoende groeide het magisch realisme in Latijns-Amerika. Het is via dat werelddeel, dat het magisch realisme als modern genre zich zou verbreiden naar andere taalgebieden en continenten. Nooit is het echter een duidelijk afgebakende stroming geweest waarvoor een vaste naam gebruikt werd. Roh zelf gaf geen eenduidigheid over zijn magisch realisme, en het gebruik van alternatieve aanduidingen, vertalingen, interculturele uitwisseling en de interne tegenstrijdigheid van magisch realisme zelf lieten mogelijkheden te over voor auteurs en critici om er hun eigen draai aan te geven. Pas in 1995 verscheen Magical Realism: Theory, History, Community, geëditeerd door Lois Parkinson Zamora and Wendy B. Faris. Dat was het eerste boek waarin het magisch realisme besproken werd als internationaal fenomeen.

## Invloed
Het magisch realisme heeft bijgedragen aan een toenemende gevoeligheid voor postmoderne literatuur. Dat heeft te maken met het heterogene en grensvervagende karakter van zijn vertelwijze.

## Kritiek
Het magisch realisme heeft in de loop der decennia meerdere verwijten te verduren gekregen. Zo is het veroordeeld als commerciële, exotische kitsch. Als concept is het tevens te vaag bevonden om te kunnen duiden op een genre of vertelwijze, door gebrek aan homogeniteit in de literatuur die ertoe gerekend wordt. Enkele literatuurcritici verwerpen het concept. Ook is het beschouwd als een Latijns-Amerikaanse vertelwijze die postkoloniaal van aard is en het dominante wereldbeeld van westerse mogendheden ter discussie stelt. Zoals Rushdie het verwoordt: ‘the Empire writes back’. De verbreiding van het magisch realisme naar andere westerse literaturen leidt dientengevolge tot discussies over literatuurkritiek, literatuuropvattingen en de politiek van literatuur. De verbreiding van het genre zou uiteindelijk leiden tot een verminderde slagkracht ervan in postkoloniale termen. Tegelijkertijd verwordt het in andere westerse literaturen dan tot een soort decoratie. Zo is magisch realisme ook wel als een ‘merknaam voor exoticisme’ en als oppervlakkig beschouwd. De magie heeft voor dergelijke critici weinig serieus en diepzinnigs.

## Auteurs
Hier een selectie van auteurs die het magisch realisme verkend hebben. Tussen ronde haken staan voorbeelden van boeken, met daarnaast het jaar van uitgave in de oorspronkelijke taal.
- Isabel Allende (Het huis met de geesten; Spa. La Casa de Los Espíritus, 1982)
- Miguel Ángel Asturias (De doem van de maïs, 1949)
- Abdelkader Benali (Bruiloft aan zee, 1996)
- Massimo Bontempelli
- Jorge Luis Borges
- Alejo Carpentier (The Kingdom of this World, 1949)
- Angela Carter (The Bloody Chamber and Other Stories)
- Johan Daisne (De man die zijn haar kort liet knippen, 1947; De trein der traagheid, 1950)
- Laura Esquivel (Like Water for Chocolate)
- Alain-Fournier
- Carlos Fuentes
- Nakagami Kenji (A Thousand Years of Pleasure)
- William Kennedy (Ironweed, 1983)
- Andrus Kivirähk (De man die de taal van de slangen sprak, 2007)
- Robert Kroetsch (What the Crow Said)
- Hubert Lampo (Terugkeer naar Atlantis, 1953; De komst van Joachim Stiller, 1960)
- Gabriel García Márquez (Honderd jaar eenzaamheid, 1967)
- Haruki Murakami (Hard-boiled wonderland of het einde van de wereld, 1985)
- Ben Okri (The Famished Road)
- Salman Rushdie (De duivelsverzen, 1988)
- Luis Sepúlveda (The Old Man who Read Love Stories)
- Patrick Süskind (Het parfum: het verhaal van een moordenaar, 1985)
- D.M. Thomas (Het witte hotel, 1981)
- Arturo Uslar-Pietri
- Simon Vestdijk (De kellner en de levenden, 1949)